# ニコラエフカの戦い
ニコラエフカの戦いとは、1943年1月13日から1月26日の間行われたイタリア・ロシア戦域軍のアルピーニ師団（山岳師団）で構成された山岳軍がソ連軍と対峙した戦い。

## 背景

### スターリングラードを巡る攻防
東部戦線の長期化に備えて開始されたブラウ作戦はスターリングラードへの固執によって停滞した。同地の占領に拘るヒトラーは周辺陣地からドイツ軍部隊を引き抜いていき、対戦車装備に不足のある同盟軍部隊のみで退路を防衛するという危険な行動を始めた。ドイツ軍だけでなく同盟軍（ハンガリー・ルーマニア・イタリア）からも危険だとの声が上がったが、ヒトラーはあくまでこれを強行した。
スターリングラードで独第6軍を釘付けにしていたソ連軍は、その後方を守る脆弱な同盟軍陣地を戦車部隊を中心に突破して同市のドイツ軍を包囲する計画を立てた。同盟軍部隊は主にルーマニア第4軍と第3軍からなり、ハンガリー第2軍とイタリア第8軍がこれを補佐していた。予想通り脆弱なルーマニア軍は壊滅して戦線は突破され、スターリングラードの独第6軍は包囲下に置かれた（ウラヌス作戦）。
しかしイタリア第8軍とハンガリー第2軍は依然として陣地に踏みとどまり、一部は反撃を試みていた。その間、ドイツ軍は残存戦力を掻き集めて第4装甲軍を編成し、ルーマニア軍の開けた穴を塞ぎ、更にはスターリングラード包囲線の突破を計画した（冬の嵐作戦）。ルーマニア軍排除に成功したソ連軍はドイツ軍とイタリア・ハンガリー軍の反撃を頓挫させるべく、再度の攻勢を同盟軍陣地に加えた。

### 小土星作戦
1942年12月11日、同盟国陣地への第二次攻勢（小土星作戦）が開始された。戦線をドン川下流のロストフ方面へ押し込み、コーカサス山脈方面で戦うドイツ軍のA軍集団と第4装甲軍の連絡路を断ち、同時期にスターリングラードで孤立する第6軍を救出する目的で発動されていた冬の嵐作戦を頓挫させることだった。
ソ連軍の第1親衛軍・第3親衛軍はドン川を強行渡河して、川に沿って展開するイタリア第8軍に対する攻撃を開始した。最初の4日間に貧弱な対戦車装備で第8軍は戦車部隊を迎撃して突破を阻止した。だが12月16日にルーマニア軍の陣地をソ連が迂回すると一部が包囲され、また歩兵師団で構成された第2軍団は対戦車戦闘で戦力を消耗していった。作戦開始から十日以上が過ぎても限られた戦力で戦線は保たれたが、12月22日にソ連軍は3個軍団の陣地に生じた隙間を攻撃、第8軍の組織的抵抗は限界に達した。第2軍団と第35軍団の残存部隊はドン河後方へ撤収、これによりソ連軍は枢軸軍の戦線に深さ45km幅150kmの穴を開け黒海の方へ南下した。ソ連軍による包囲突破阻止の反撃が増していた事に加え、新たな反撃が始まった事で最早第6軍の救出は不可能となった。
12月26日、ドイツ軍はドン川戦線の枢軸軍に全軍後退を許可したが、追撃の中での後退の為には殿を務める部隊も必要であった。先の攻撃を生き延びた第8軍の山岳軍団はソ連軍の攻撃を退け、可能な限り陣地を守る事が求められた。

## 経過

### 死守防衛と「鉄輪」作戦
ソ連軍は同盟軍陣地への攻撃を継続したが、山岳軍団の「トリデンティーナ」「ユリア」「クネーンゼ」山岳師団はソ連軍の猛攻に踏み止まった。彼らは増援として到来した「ヴィチェンツァ」師団と共に翌年まで陣地を死守する成果を挙げた。1943年1月にソ連軍はスターリングラード占領作戦「鉄輪」と平行して、小土星作戦の完了に向けて大規模な援軍を送り込んだ。
司令官フョードル・イシドロヴィッチ・クズネツォフ大将はまずイタリア第8軍残余と共に陣地を固守していたハンガリー第2軍に攻撃を行い、スヴォボダ村でハンガリー第2軍は壊滅的な打撃を受けて退却した。クズネツォフ大将は次に山岳陣地に立て篭もるアルピーニ師団に攻撃を行った。山岳師団は決して後退せずに陣地を守ったが、ハンガリーに続いてドイツ軍第35軍団の残存部隊が後退を強いられる。側面部隊の退却によってアルピーニ兵の陣地はドン川戦線に取り残され、1月13日に包囲下に置かれた。
この時点でも司令部はアルピーニに「飛び地陣地」の防衛をソ連軍牽制の為に熱望したが、既に最初の攻勢と二度目の攻勢でさしもの山岳師団も多くの死者を出していた。ジュリオ・マルツィナト少将は非現実的な命令を拒絶したが、それでも二日間は完全な包囲下でソ連軍を退け続けた。

### 包囲突破
1月15日、マルツィナト少将は降伏を避けるべく、包囲網突破によるベルゴロド市への後退を決断する。既にソ連軍はアルピーニ陣地から後方150kmまでを占領しており、突破は殆ど不可能と見られていた。また包囲時点で「トリデンティーナ」は未だ健在だったが、「ユリア」「クネーンゼ」は半壊状態にあった。兵員も4万名にまで減っていたが、少数ながらドイツ軍から受領した戦車など対戦車手段は残されていた。
1月15日、突破攻撃を開始したアルピーニ師団は後方の村々を占領していたソ連軍を各所で破って進軍した。ステップ地方の異常な厳寒の中、徒歩による150kmの進軍は何度もソ連軍によって捕捉された。22回に渡って行われたソ連軍の追撃部隊との交戦を退け、零下40度という真冬の平原で14度の野宿を挟んで強行軍が続けられた。行軍の中で「ユリア」「クネーンゼ」師団の兵員は全滅してマルツィナト少将も戦死したが、「トリデンティーナ」師団はルイジ・リベルエーリ師団長を指揮官に、諦めずソ連軍の追撃を撃退して突破を続けた。
1月26日、「トリデンティーナ」師団は枢軸軍が新たな前線としていたベルゴロド近郊のニコラエフカ村に到達した。そこはソ連軍にとっても前線であり、取り分け強固な防衛線が敷かれていた。「トリデンティーナ」は最後の戦力を投入して攻撃を開始、激戦を制してニコラエフカ村を奪取した。だがソ連軍の抵抗も激しく、増援を得てニコラエフカ村に猛攻を加えてアルピーニ兵から村落を奪還した。絶望的な状況に陥った兵士達にリベルエーリ准将は「Tridentina、Avanti！（トリデンティーナ、前進！）」と号令し、自ら先頭に立って陣地への歩兵突撃を敢行した。
雪崩れ込むアルピーニ兵の突撃にソ連軍は頑強な抵抗を見せてアルピーニ兵も多くが倒れたが、陣地に到達した部隊の攻撃に大きな打撃を蒙った。ニコラエフカ村は陥落して、戦線に穴を開けたトリデンティーナ師団は2月1日にベルゴロド市の枢軸軍陣地に到達した。奇跡的な突破だったがその代償として4万名の兵士の内3万名が戦死し、その一人でもあった司令官のジュリオ・マルツィナト少将に対してはドイツ軍から騎士鉄十字勲章が追贈された。